# Pocket Viewer

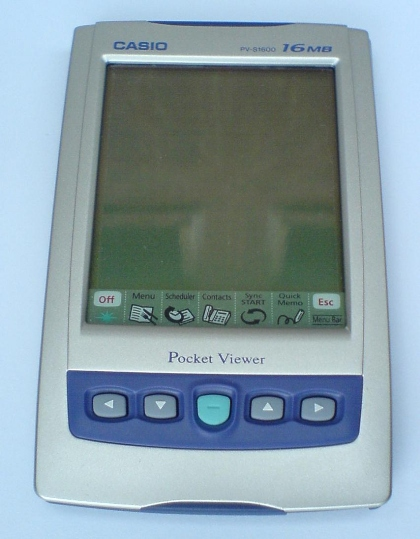
Pocket Viewer PV-S1600 de 2003.

Pocket Viewer é uma série de assistentes pessoais digitais (PDAs) produzidos pela Casio entre os anos de 1999 e 2003, possuiam o sistema operacional proprietário Casio PVOS, todos os aparelhos tinham tela LCD monocromática, os modelos iniciais utilizavam processador NEC V30MZo último modelo utilizava o Hitachi SH-3, era um intermediário entre as agendas eletrônicas e a linha Casio Cassiopeia.
Em 1999 foram lançados os modelos PV-100, PV-200, PV-170 e PV-270. Em 2000 foram lançados os modelos PV-250X, PV-450X, PV-200A, PV-400A e PV-750. Em 2001 foram lançados o PV-S250, PV-S450, PV-200e e PV-200Plus. Em 2002 foram lançados os modelos PV-S460, PV-S660, PV-S400Plus e PV-S600Plus. Em 2003 foi lançado o último modelo, o PV-S1600.